# Дискографія Джона Леннона
Джон Леннон — британський співак, автор пісень та активіст руху за мир, найбільш відомий як співзасновник гурту The Beatles. Після трьох експериментальних альбомів з Йоко Оно, в яких використовувалися магнітофонні петлі, інтерв'ю, конкретна музика та інші авангардні техніки виконання, сольна кар'єра Леннона розпочалася з синглу 1969 року «Give Peace a Chance». Потім Леннон випустив ще два сингли, «Cold Turkey» (1969) та «Instant Karma!» (1970), а також концертний альбом Live Peace in Toronto (1969), перш ніж офіційно розпався The Beatles.
Першим сольним альбомом Леннона після розпаду Бітлз став Plastic Ono Band, випущений одночасно з однойменним альбомом Оно. Наступного року він випустив альбом Imagine, який став його найбільшим критичним і комерційним успіхом. Його політичний альбом 1972 року Some Time in New York City отримав нищівні рецензії і був погано проданий. Наступні два альбоми Леннона, Mind Games (1973) і Walls and Bridges (1974), були прийняті краще і мали більший комерційний успіх. У 1975 році Леннон випустив альбом кавер-версій Rock'n'Roll, перш ніж піти з музики, щоб зосередитися на вихованні свого новонародженого сина Шона. Він повернувся в музичну індустрію в 1980 році з альбомом Double Fantasy, але був убитий через три тижні після його виходу. Після його смерті альбом Milk and Honey 1984 року був виданий посмертно.
У 2020 році на честь 80-річчя Леннона Оно та син Шон випустили бокс-сет Gimme Some Truth. The Ultimate Mixes, який містив нові змікшовані версії 36 пісень Леннона. У 2018 та 2021 роках вийшли супер-делюкс бокс-сети Imagine та John Lennon/Plastic Ono Band.
До 2012 року продажі сольних альбомів Леннона в США перевищили 14 мільйонів одиниць. Він був автором, співавтором або виконавцем 25 синглів, що посіли перші місця в американському чарті Billboard Hot 100.

## Альбоми

### Студійні альбоми
| Рік  | Назва | Пікова позиція в чарті | Пікова позиція в чарті | Пікова позиція в чарті | Пікова позиція в чарті | Пікова позиція в чарті | Пікова позиція в чарті | Пікова позиція в чарті | Пікова позиція в чарті | Пікова позиція в чарті | Пікова позиція в чарті | Сертифікація                                                                       |
| Рік  | Назва | UK                     | AUS                    | CAN                    | FRA                    | GER                    | ITA                    | JPN                    | NLD                    | NOR                    | US                     | Сертифікація                                                                       |
| ---- | --- | ---------------------- | ---------------------- | ---------------------- | ---------------------- | ---------------------- | ---------------------- | ---------------------- | ---------------------- | ---------------------- | ---------------------- | ---------------------------------------------------------------------------------- |
| 1968 | Unfinished Music No. 1: Two Virgins (з Йоко Оно) - Лейбл: Apple - Реліз: 29 листопада 1968                            | —                      | —                      | —                      | —                      | —                      | —                      | —                      | —                      | —                      | 124                    |                                                                                    |
| 1969 | Unfinished Music No. 2: Life with the Lions (з Йоко Оно) - Лейбл: Zapple - Реліз: 9 травня 1969                       | —                      | —                      | —                      | —                      | —                      | —                      | —                      | —                      | —                      | 174                    |                                                                                    |
| 1969 | Wedding Album (з Йоко Оно) - Лейбл: Apple - Реліз: 7 листопада 1969                                                   | —                      | —                      | —                      | —                      | —                      | —                      | —                      | —                      | —                      | 178                    |                                                                                    |
| 1970 | John Lennon/Plastic Ono Band - Лейбл: Apple - Реліз: 11 грудня 1970                                                   | 8                      | 3                      | 2                      | —                      | 7                      | 8                      | 5                      | 1                      | 4                      | 6                      | - RIAA: Gold - BPI: Silver (2021 edition)                                          |
| 1971 | Imagine - Лейбл: Apple - Реліз: 9 вересня 1971 (США) 8 жовтня 1971 (Великобританія)                                   | 1                      | 1                      | 2                      | 5                      | 10                     | 1                      | 1                      | 1                      | 1                      | 1                      | - RIAA: 2× Platinum - BPI: Gold                                                    |
| 1972 | Some Time in New York City (з Йоко Оно) - Лейбл: Apple - Реліз: 12 червня 1972 (США) 15 вересня 1972 (Великобританія) | 11                     | 10                     | 77                     | —                      | —                      | 6                      | 15                     | —                      | 2                      | 48                     |                                                                                    |
| 1973 | Mind Games - Лейбл: Apple - Реліз: 16 листопада 1973                                                                  | 13                     | 8                      | 28                     | —                      | —                      | 14                     | 6                      | 7                      | 7                      | 9                      | - RIAA: Gold - BPI: Gold                                                           |
| 1974 | Walls and Bridges - Лейбл: Apple - Реліз: 4 жовтня 1974                                                               | 6                      | 4                      | 1                      | —                      | 41                     | 11                     | 14                     | 16                     | 3                      | 1                      | - RIAA: Gold - BPI: Silver                                                         |
| 1975 | Rock 'n' Roll - Лейбл: Apple - Реліз: 21 лютого 1975                                                                  | 6                      | 5                      | 5                      | 3                      | 37                     | 12                     | 15                     | —                      | 9                      | 6                      | - RIAA: Gold - BPI: Gold                                                           |
| 1980 | Double Fantasy (з Йоко Оно) - Лейбл: Geffen - Реліз: 17 листопада 1980                                                | 1                      | 1                      | 1                      | 2                      | 2                      | 6                      | 2                      | 4                      | 1                      | 1                      | - ARIA: Platinum - RIAA: 3× Platinum - BPI: Platinum - SNEP: Platinum - BVMI: Gold |
| 1984 | Milk and Honey (посмертний; з Йоко Оно) - Лейбл: Polydor - Реліз: 9 січня 1984                                        | 3                      | 4                      | 15                     | 10                     | 20                     | 16                     | 3                      | 4                      | 7                      | 11                     | - RIAA: Gold - BPI: Gold - MC: Gold                                                |

### Концертні альбоми
| Рік                                             | Назва                                                                                      | Пікова позиція в чарті | Пікова позиція в чарті | Пікова позиція в чарті | Пікова позиція в чарті | Пікова позиція в чарті | Пікова позиція в чарті | Пікова позиція в чарті | Пікова позиція в чарті | Сертифікація |
| Рік                                             | Назва                                                                                      | UK                     | AUS                    | CAN                    | FRA                    | JPN                    | NOR                    | SWE                    | US                     | Сертифікація |
| ----------------------------------------------- | ------------------------------------------------------------------------------------------ | ---------------------- | ---------------------- | ---------------------- | ---------------------- | ---------------------- | ---------------------- | ---------------------- | ---------------------- | ------------ |
| 1969                                            | Live Peace in Toronto 1969 (з The Plastic Ono Band) - Лейбл: Apple - Реліз: 12 грудня 1969 | —                      | 7                      | —                      | —                      | 29                     | 19                     | —                      | 10                     | - RIAA: Gold |
| 1986                                            | Live in New York City - Лейбл: Parlophone, Capitol - Реліз: 10 лютого 1986                 | 55                     | 66                     | 33                     | 33                     | 13                     | —                      | 12                     | 41                     | - RIAA: Gold |
| «—» позначає релізи, які не потрапили до чарту. |                                                                                            |                        |                        |                        |                        |                        |                        |                        |                        |              |

### Збірні альбоми
| 1975                                            | Shaved Fish - Лейбл: Apple - Реліз: 24 жовтня 1975                                                                                      | 8   | 8  | 5  | 70 | 37 | 22 | 5  | 9  | 28 | 12  | - RIAA: Platinum - BPI: Gold |
| 1982                                            | The John Lennon Collection - Лейбл: Parlophone, Geffen Records (США) - Реліз: 1 листопада 1982 (Великобританія), 8 листопада 1982 (США) | 1   | 1  | —  | 29 | 62 | 8  | 32 | 1  | 4  | 33  | - RIAA: 3× Platinum - ARIA: 4× Platinum - BPI: 3× Platinum - IFPI AUT: Gold - MC: Platinum - SNEP: Platinum - IFPI NOR: Gold       |
| 1986                                            | Menlove Ave. - Лейбл: Parlophone - Реліз: 3 листопада 1986                                                                              | —   | —  | —  | 92 | —  | 32 | —  | —  | —  | 127 | |
| 1988                                            | Imagine: John Lennon - Лейбл: Parlophone - Реліз: 10 жовтня 1988                                                                        | 64  | 14 | —  | —  | —  | 14 | —  | —  | —  | 31  | - RIAA: Gold - BPI: Gold - MC: Platinum - IFPI SWI: Gold                                                                           |
| 1997                                            | Lennon Legend: The Very Best of John Lennon - Лейбл: Parlophone - Реліз: 27 жовтня 1997 (Великобританя), 13 січня 1998 (США)            | 4   | 37 | 5  | 86 | 11 | 46 | 85 | 39 | 28 | 65  | - RIAA: Platinum - BPI: 3× Platinum - ARIA: 4× Platinum - IFPI AUT: Gold - MC: Platinum - BVMI: Gold - RIAJ: Gold - IFPI SWI: Gold |
| 1998                                            | Wonsaponatime - Лейбл: Capitol/EMI - Реліз: 2 листопада 1998                                                                            | 76  | 83 | —  | —  | —  | 57 | —  | —  | —  | —   | |
| 2001                                            | Instant Karma: All-Time Greatest Hits - Лейбл: Timeless/Traditions Alive Music - Реліз: 1 лютого 2002                                   | —   | —  | —  | —  | —  | —  | —  | —  | —  | —   | |
| 2004                                            | Acoustic - Лейбл: Capitol/EMI - Реліз: 1 листопада 2004                                                                                 | 133 | —  | —  | —  | —  | 23 | —  | —  | —  | 31  | |
| 2005                                            | Peace, Love & Truth - Лейбл: EMI - Реліз: 4 серпня 2005                                                                                 | —   | —  | —  | —  | —  | —  | —  | —  | —  | —   | |
| 2005                                            | Working Class Hero: The Definitive Lennon - Лейбл: Parlophone/Capitol/EMI - Реліз: 3 жовтня 2005                                        | 11  | 53 | 22 | —  | 44 | 39 | 52 | 13 | 17 | 135 | - BPI: Gold - MC: Gold |
| 2006                                            | The U.S. vs. John Lennon - Лейбл: Parlophone/EMI/Capitol - Реліз: 25 вересня 2006                                                       | —   | —  | —  | —  | —  | —  | —  | —  | —  | —   | |
| 2006                                            | Remember (Збірка, випущена Starbucks) - Лейбл: EMI/Starbucks - Реліз: 2006                                                              | —   | —  | —  | —  | —  | —  | —  | —  | —  | 44  | |
| 2010                                            | Power to the People: The Hits - Лейбл: EMI/Capitol - Реліз: 5 жовтня 2010                                                               | 15  | 10 | 16 | 7  | 33 | 25 | 64 | —  | 33 | 24  | - BPI: Silver - FIMI: Gold |
| 2014                                            | Icon - Лейбл: EMI/Capitol - Реліз: 9 вересня 2014                                                                                       | —   | —  | —  | —  | —  | —  | —  | —  | —  | —   | - MC: Gold |
| 2020                                            | Gimme Some Truth. The Ultimate Mixes - Лейбл: Capitol - Реліз: 9 жовтня 2020                                                            | 3   | 61 | 4  | 50 | 6  | —  | 22 | —  | —  | 40  | - BPI: Silver |
| «—» позначає релізи, які не потрапили до чарту. | |     |    |    |    |    |    |    |    |    |     | |

## Бокс-сети
| 1990                                            | Lennon - Лейбл: Parlophone - Реліз: 30 жовтня 1990                      | —  | 39 | — | —  | —  | 53 | —  | —  | —  | —   | - RIAJ: Platinum |
| 1998                                            | John Lennon Anthology - Лейбл: Capitol/EMI - Released: 2 листопада 1998 | 62 | —  | — | 86 | —  | 30 | —  | —  | —  | 99  | - RIAA: Gold     |
| 2010                                            | Gimme Some Truth - Лейбл: EMI/Capitol - Реліз: 5 жовтня 2010            | —  | —  | — | —  | —  | 71 | —  | —  | —  | 196 |                  |
| 2010                                            | John Lennon Signature Box - Лейбл: EMI/Capitol - Реліз: 5 жовтня 2010   | —  | —  | — | —  | 30 | 21 | 31 | 23 | 40 | 148 |                  |
| 2015                                            | John Lennon Signature Box - Лейбл: UMC - Реліз: 8 червня 2015           | —  | —  | — | —  | —  | —  | —  | —  | —  | —   |                  |
| «—» позначає релізи, які не потрапили до чарту. |                                                                         |    |    |   |    |    |    |    |    |    |     |                  |

## Сингли
| 1969                                                                                  | «Give Peace a Chance» бі-сайд «Remember Love» (Plastic Ono Band) | 2  | 6  | 2  | 8  | 4  | 81 | 1  | 11 | 4  | 14  |                                                                                                 | позаальбомні сингли          |
| 1969                                                                                  | «Cold Turkey» б/с «Don't Worry Kyoko (Mummy's Only Looking for a Hand in the Snow)» (Plastic Ono Band)                                                                         | 12 | 25 | —  | 30 | —  | 91 | 39 | —  | —  | 30  |                                                                                                 | позаальбомні сингли          |
| 1970                                                                                  | «Instant Karma!» «Who Has Seen the Wind?» (Леннон/Оно з the Plastic Ono Band)                                                                                                  | 5  | 6  | 4  | 2  | 7  | 58 | 7  | 9  | 31 | 3   | - RIAA: Gold                                                                                    | позаальбомні сингли          |
| 1970                                                                                  | «Mother» бі-сайд «Why» (Йоко Оно) | —  | 57 | 9  | 12 | 26 | 30 | 10 | —  | 3  | 43  |                                                                                                 | John Lennon/Plastic Ono Band |
| 1971                                                                                  | «Power to the People» бі-сайд «Open Your Box» (Великобританія) (Йоко Оно) «Touch Me» (США) (Йоко Оно) (Джон Леннон / Plastic Ono Band)                                         | 6  | 21 | 11 | 4  | 7  | 66 | 4  | 3  | 5  | 11  |                                                                                                 | non-album single             |
| 1971                                                                                  | «Imagine» «It's So Hard» (США) «Working Class Hero» (Великобританія) | 1  | 1  | 4  | 1  | 7  | 14 | 5  | 3  | 2  | 3   | - BPI: Platinum1975 release - BPI: 2× Platinum2007 release - RIAA: 3× Platinum - FIMI: Platinum | Imagine                      |
| 1971                                                                                  | «Happy Xmas (War Is Over)» (Джон і Йоко/Plastic Ono Band with the Гарлемський громадський хор) бі-сайд «Listen, the Snow Is Falling» (Йоко/Plastic Ono Band)                   | 2  | 6  | 6  | 24 | 6  | 30 | 2  | 3  | 10 | 38  | - BPI: 2× Platinum - RIAJ: Gold                                                                 | позаальбомні сингли          |
| 1972                                                                                  | «Woman Is the Nigger of the World» (Джон Леннон / Plastic Ono Band з Elephant's Memory and Invisible Strings) b/w «Sisters, O Sisters» (Йоко Оно)                              | —  | —  | —  | 73 | —  | 38 | 21 | —  | —  | 57  |                                                                                                 | Some Time in New York City   |
| 1973                                                                                  | «Mind Games» бі-сайд «Meat City» | 26 | 16 | —  | 11 | 37 | 46 | 16 | —  | —  | 18  |                                                                                                 | Mind Games                   |
| 1974                                                                                  | «Whatever Gets You thru the Night» (Джон Леннон з the Plastic Ono Nuclear Band та Елтоном Джоном) бі-сайд «Beef Jerky»                                                         | 36 | 34 | —  | 2  | 42 | 72 | 21 | —  | —  | 1   |                                                                                                 | Walls and Bridges            |
| 1974                                                                                  | «#9 Dream» бі-сайд «What You Got» | 23 | —  | —  | 35 | —  | 97 | —  | —  | —  | 9   |                                                                                                 | Walls and Bridges            |
| 1975                                                                                  | «Stand by Me» бі-сайд «Move Over Ms. L» | 30 | 61 | 19 | 13 | 22 | 74 | —  | —  | —  | 20  |                                                                                                 | Rock 'n' Roll                |
| 1975                                                                                  | «Ya Ya» бі-сайд «Be-Bop-A-Lula» | —  | —  | —  | —  | 47 | —  | —  | —  | —  | —   |                                                                                                 | Rock 'n' Roll                |
| 1980                                                                                  | «(Just Like) Starting Over» бі-сайд «Kiss Kiss Kiss» (Йоко Оно) | 1  | 1  | 1  | 1  | 4  | 37 | 14 | 2  | 1  | 1   | - BPI: Gold - RIAA: Gold - RIAJ: Gold                                                           | Double Fantasy               |
| 1981                                                                                  | «Woman» бі-сайд «Beautiful Boys» (Йоко Оно) | 1  | 4  | 3  | 1  | 4  | —  | 11 | 5  | 2  | 2   | - BPI: Silver - RIAA: Gold                                                                      | Double Fantasy               |
| 1981                                                                                  | «Watching the Wheels» бі-сайд «Beautiful Boy (Darling Boy)» (Перевидання США) «Yes, I'm Your Angel» (Йоко Оно) (Великобританія/США)                                            | 30 | 45 | 12 | 3  | 46 | —  | —  | —  | 6  | 10  |                                                                                                 | Double Fantasy               |
| 1981                                                                                  | «I Saw Her Standing There» бі-сайд «Whatever Gets You Thru the Night» (live) «Lucy in the Sky with Diamonds» (live) (Елтон Джон з Джоном Ленноном і з The Muscle Shoals Horns) | 40 | 81 | —  | —  | —  | —  | —  | 8  | —  | —   |                                                                                                 | 28 November 1974             |
| 1982                                                                                  | «Love» бі-сайд «Gimme Some Truth» | 41 | 94 | —  | —  | —  | 58 | —  | —  | —  | —   | - RIAJ: Gold                                                                                    | The John Lennon Collection   |
| 1984                                                                                  | «Nobody Told Me» бі-сайд «O' Sanity» (Йоко Оно) «I'm Stepping Out» (1990) | 6  | 6  | —  | 4  | 55 | —  | 13 | 7  | —  | 5   |                                                                                                 | Milk and Honey               |
| 1984                                                                                  | «Borrowed Time» бі-сайд «Your Hands» (Йоко Оно) | 32 | —  | —  | —  | —  | —  | —  | —  | —  | 108 |                                                                                                 | Milk and Honey               |
| 1984                                                                                  | «I'm Stepping Out» бі-сайд «Sleepless Night» (Йоко Оно) | 88 | —  | —  | —  | —  | —  | —  | —  | —  | 55  |                                                                                                 | Milk and Honey               |
| 1984                                                                                  | «Every Man Has a Woman Who Loves Him» бі-сайд «It's Alright» (Шон Леннон) | —  | —  | —  | —  | —  | —  | —  | —  | —  | —   |                                                                                                 | Every Man Has a Woman        |
| 1985                                                                                  | «Jealous Guy» бі-сайд «Going Down on Love» (Великобританія) «Give Peace a Chance» (США)                                                                                        | 65 | —  | —  | —  | —  | —  | —  | —  | —  | 80  |                                                                                                 | Imagine                      |
| «—» позначає релізи, які не потрапили до чарту або не були випущені на цій території. | |    |    |    |    |    |    |    |    |    |     |                                                                                                 |                              |

## Відеоальбоми

### Документальні відео
| Рік  | Назва | Примітки |
| ---- | --- | --- |
| 1971 | Sweet Toronto - Реліз: 22 грудня 1971 (кінотеатр) - 1988 (Європа Laserdisc/VHS) - 1989 (США Laserdisc) - 1990 (Європа VHS) - 20 травня 1998 (США DVD) - 2001, 2002, 2003, 2007 (DVD) - 23 червня 2009 (США DVD)                                                                   | Концертний фільм Toronto Rock'N'Roll Revival Festival 1969. |
| 1972 | John Lennon and Yoko Ono Present the One-to-One Concert (ТБ) Live in New York City (назва відео) - Реліз: 15 грудня 1972 (ТБ) - 1985 (США Laserdisc/VHS) - 24 лютого 1986 (Великобританія VHS) - 21 грудня 1989 (США VHS) - 1989 (Європа Laserdisc/VHS) - 1992 (Європа Laserdisc) | Спеціальний телевізійний благодійний концерт для Спеціальний телевізійний благодійний концерт для дитячого будинку для розумово відсталих дітей «Willowbrook» у Нью-Йорку. Відзнято 30 серпня 1972 у Медісон-сквер-гарден Джейком Філмсом. |
| 1972 | Imagine: The Film - Реліз: 23 грудня 1972 (ТБ) - 1985 (Великобританія Laserdisc/VHS) - 1986 (США Laserdisc/VHS) - 21 грудня 1989 (США VHS) - 5 жовтня 2018 (США DVD/Blu-ray) | Спеціальний телевізійний музичний фільм. |
| 1988 | Imagine: John Lennon - Реліз: 7 жовтня 1988 (кінотеатр) - 1988 (Великобританія VHS) - 1989 (США Laserdisc/VHS) - 1 липня 1991 (США VHS) - 31 березня 1995 (США VHS) - 30 червня 2000 (США DVD) - 6 грудня 2005 (Deluxe Edition DVD)                                               | Документальний фільм «The Definitive Film Portrait». |
| 1992 | The John Lennon Video Collection - Реліз: 1992 (Великобританія VHS) - 1992 (США Laserdisc/VCD) - 6 квітня 1993 (США VHS) - 1996 (США Laserdisc/VCD) - 10 листопада 1998 (Європа VHS)                                                                                              | Колекція музичних відео. |
| 2000 | Gimme Some Truth: The Making of John Lennon's Imagine Album - Реліз: 11 квітня 2000 (США VHS/DVD) - 27 квітня 2000 (Європа DVD) - 5 жовтня 2018 (США DVD/Blu-ray) | Документальне відео з бонусними кадрами. |
| 2000 | John & Yoko's Year of Peace - Реліз: 2000 (ТБ) - 17 вересня 2002 (США VHS/DVD) - 29 вересня 2009 (Європа DVD) | Документальний фільм. |
| 2003 | Lennon Legend: The Very Best of John Lennon - Реліз: 3 листопада 2003 (Європа DVD) - 18 листопада 2003 (США DVD) | Ремастирована колекція музичних відео. |
| 2005 | The Dick Cavett Show — John & Yoko Collection - Реліз: 1 листопада 2005 (США DVD) | Три епізоди (9/11/71, 9/24/71, 5/12/72) їхніх появ у спеціальних шоу. |
| 2006 | The U.S. vs. John Lennon - Реліз: 15 вересня 2006 (кінотеатр) - 13 лютого 2007 (США DVD) | Документальний фільм про спробу уряду США депортувати Леннона. |
| 2006 | John & Yoko: Give Peace a Song - Реліз: 3 жовтня 2006 (США DVD) | Документальний фільм. |
| 2008 | Classic Albums: John Lennon/Plastic Ono Band - Реліз: 29 квітня 2008 (США DVD) - 30 грудня 2008 (Європа DVD) - 9 червня 2010 (Європа DVD) | Про створення класичного альбому. |
| 2010 | LennoNYC - Реліз: 25 вересня 2010 (кінотеатр) - 7 грудня 2010 (США DVD) - 11 січня 2011 (США Blu-ray) - 20 серпня 2013 (Європа DVD) | Документальний фільм про життя Леннона в Нью-Йорку. |
| 2018 | John & Yoko: Above Us Only Sky - Реліз: 24 листопада 2018 (кінотеатри Великобританії) - 10 березня 2019 (Трансляція в США) - 13 вересня 2019 (США/Європа DVD/Blu-ray) | Документальний фільм про їхні стосунки під час створення альбому «Imagine».. |

### Музичні відео
| Рік  | Назва                                             | Режисер                               | Примітки |
| ---- | ------------------------------------------------- | ------------------------------------- | --- |
| 1969 | «Give Peace a Chance»                             | Джон Леннон та Йоко Оно               | Версія 1 була представлена у кольоровому, чорно-білому та розширеному кольоровому варіантах                          |
| 1969 | «Cold Turkey»                                     | Джон Леннон та Йоко Оно               | Version 1 |
| 1969 | «Cold Turkey» (Live)                              | Донн Алан Пеннебейкер                 | Жива версія з фільму 1971 року Sweet Toronto                                                                         |
| 1970 | «Instant Karma!» (Live)                           | Брайан Вайтгауз                       | Знято для Top of the Pops 11 лютого, в ефір вийшли 2 версії:: «Cue Cards» & «Knitting»                               |
| 1971 | «Imagine» (Version 1)                             | Джон Леннон та Йоко Оно               | Знято для музичного телевізійного фільму 1972 року Imagine                                                           |
| 1971 | «Crippled Inside» (Version 1 & 2)                 | Джон Леннон та Йоко Оно               | Знято для музичного телевізійного фільму 1972 року Imagine                                                           |
| 1971 | «Jealous Guy» (Version 1)                         | Джон Леннон та Йоко Оно               | Знято для музичного телевізійного фільму 1972 року Imagine                                                           |
| 1971 | «It's So Hard»                                    | Джон Леннон та Йоко Оно               | Знято для музичного телевізійного фільму 1972 року Imagine                                                           |
| 1971 | «I Don't Wanna Be a Soldier Mama»                 | Джон Леннон та Йоко Оно               | Знято для музичного телевізійного фільму 1972 року Imagine                                                           |
| 1971 | «Power to the People» (Version 1)                 | Джон Леннон та Йоко Оно               | Знято для музичного телевізійного фільму 1972 року Imagine                                                           |
| 1971 | «Gimme Some Truth»                                | Джон Леннон та Йоко Оно               | Знято для музичного телевізійного фільму 1972 року Imagine                                                           |
| 1971 | «Oh My Love»                                      | Джон Леннон та Йоко Оно               | Знято для музичного телевізійного фільму 1972 року Imagine                                                           |
| 1971 | «How Do You Sleep?»                               | Джон Леннон та Йоко Оно               | Знято для музичного телевізійного фільму 1972 року Imagine                                                           |
| 1971 | «How?»                                            | Джон Леннон та Йоко Оно               | Знято для музичного телевізійного фільму 1972 року Imagine                                                           |
| 1971 | «Oh Yoko!»                                        | Джон Леннон та Йоко Оно               | Знято для музичного телевізійного фільму 1972 року Imagine                                                           |
| 1971 | Йоко Оно: «Don't Count the Waves»                 | Джон Леннон та Йоко Оно               | Леннон був співпродюсером музики і з'являється у відео разом з Оно                                                   |
| 1971 | Йоко Оно: «Mrs. Lennon»                           | Джон Леннон та Йоко Оно               | Леннон був співпродюсером музики і з'являється у відео разом з Оно                                                   |
| 1973 | «Mind Games»                                      | Джон Леннон                           | Версія 1, Джон танцює з чоловіком, який уособлює Її Величність Королеву                                              |
| 1974 | «Whatever Gets You thru the Night»                | Джон Леннон                           | Версія 1, з Елтоном Джоном (тільки вокал), оригінальний лайв з Ленноном на Мангеттені                                |
| 1975 | «Stand by Me» (Live, Version 1)                   | Том Коркоран                          | Відзнято у студії The Hit Factory у Нью-Йорку 18 березня 1975                                                        |
| 1975 | «Slippin' and Slidin'» (Live)                     | Том Коркоран                          | Відзнято у студії The Hit Factory у Нью-Йорку 18 березня 1975                                                        |
| 1975 | «Imagine» (Live)                                  | Дейв Вілсон                           | Знято на концерті «Салют Лью Грейду» 18 квітня 1975 року                                                             |
| 1980 | «(Just Like) Starting Over»                       | Джон Леннон та Йоко Оно               | Версія 1, вперше випущена в 1992 році з The John Lennon Video Collection                                             |
| 1981 | «Woman»                                           | Джон Леннон та Йоко Оно               | Відреставровано у 2003 році для Lennon Legend: The Very Best of John Lennon                                          |
| 1984 | «Nobody Told Me» (Version 1)                      | Джон Леннон та Йоко Оно               | Архівна зйомка |
| 1984 | «Borrowed Time» (Version 1)                       | Джон Леннон та Йоко Оно               | Архівна зйомка |
| 1984 | «I'm Stepping Out»                                | Джон Леннон та Йоко Оно               | Архівна зйомка |
| 1984 | «Grow Old with Me»                                | Джон Леннон та Йоко Оно               | Архівна зйомка |
| 1984 | «Every Man Has a Woman Who Loves Him»             | Роджер Лайонс                         | Оригінальне відео, зняте для MTV про зустріч двох людей на набережній                                                |
| 1985 | «Jealous Guy»                                     | Йоко Оно                              | Версію 2 створено для релізу синглу                                                                                  |
| 1986 | «Come Together» (Live)                            | Керол Дайзінгер і Стів Гебхардт       | Використано для просування відеозапису концерту 1972 року в Медісон-сквер-гарден Live in New York City               |
| 1987 | «Imagine» (Version 2)                             | Збіґнєв Рибчинський                   | Створено для документального проєкту Imagine: John Lennon                                                            |
| 1988 | «Jealous Guy» (Version 3)                         | Стів Перселл і Ендрю Солт             | Створено для документального проєкту Imagine: John Lennon                                                            |
| 1992 | «Happy Xmas (War Is Over)» (Version 1)            | Йоко Оно та Джеральд Меола            | Створено для The John Lennon Video Collection                                                                        |
| 1992 | «Power to the People» (Version 2)                 | Йоко Оно та Джеральд Меола            | Створено для The John Lennon Video Collection                                                                        |
| 1992 | «Mind Games» (Version 2)                          | Йоко Оно та Джеральд Меола            | Створено для The John Lennon Video Collection                                                                        |
| 1992 | «#9 Dream» (Version 1)                            | Йоко Оно та Джеральд Меола            | Створено для The John Lennon Video Collection                                                                        |
| 1992 | «Whatever Gets You thru the Night» (Version 2)    | Джон Кейнмейкер                       | з Елтоном Джоном, анімація, створена для «The John Lennon Video Collection», розширена версія відновлена в 1994 році |
| 1997 | «Working Class Hero» (Version 1)                  | Браян Воско та Брюс Весткотт          | Створено для просування John Lennon Anthology                                                                        |
| 1998 | «I'm Losing You» (з Cheap Trick)                  | Дін Карр                              | Створено для просування John Lennon Anthology                                                                        |
| 2000 | «(Just Like) Starting Over»                       | Джо Питка                             | Version 2 |
| 2003 | «Cold Turkey» (Version 2)                         | Саймон Хілтон, Гебхардт, Леннон і Оно | Створено для DVD з архівними кадрами Lennon Legend: The Very Best of John Lennon                                     |
| 2003 | «Power to the People» (Extended Version 2)        | Йоко Оно та Саймон Хілтон             | Створено для DVD з архівними кадрами Lennon Legend: The Very Best of John Lennon                                     |
| 2003 | «Love»                                            | Йоко Оно та Саймон Хілтон             | Створено для DVD з архівними кадрами Lennon Legend: The Very Best of John Lennon                                     |
| 2003 | «Mind Games» (Version 3)                          | Джон Леннон та Саймон Хілтон          | Створено для DVD з архівними кадрами Lennon Legend: The Very Best of John Lennon                                     |
| 2003 | «Mother»                                          | Саймон Хілтон                         | Створено для DVD з архівними кадрами Lennon Legend: The Very Best of John Lennon                                     |
| 2003 | «Working Class Hero» (Version 2)                  | Саймон Хілтон                         | Створено для DVD з архівними кадрами Lennon Legend: The Very Best of John Lennon                                     |
| 2003 | «Happy Xmas (War Is Over)» (Version 2)            | Саймон Хілтон                         | Створено для DVD з архівними кадрами Lennon Legend: The Very Best of John Lennon                                     |
| 2003 | «Jealous Guy» (Version 4)                         | Леннон, Оно і Хілтон (редактор)       | Створено для DVD з архівними кадрами Lennon Legend: The Very Best of John Lennon                                     |
| 2003 | «#9 Dream» (Version 2)                            | Леннон, Оно і Хілтон (редактор)       | Створено для DVD з архівними кадрами Lennon Legend: The Very Best of John Lennon                                     |
| 2003 | «Stand by Me» (Version 2)                         | Леннон, Оно і Хілтон (редактор)       | Створено для DVD з архівними кадрами Lennon Legend: The Very Best of John Lennon                                     |
| 2003 | «Beautiful Boy (Darling Boy)»                     | Леннон, Оно і Хілтон (редактор)       | Створено для DVD з архівними кадрами Lennon Legend: The Very Best of John Lennon                                     |
| 2003 | «Watching the Wheels»                             | Леннон, Оно і Хілтон (редактор)       | Створено для DVD з архівними кадрами Lennon Legend: The Very Best of John Lennon                                     |
| 2003 | «Nobody Told Me» (Version 2)                      | Леннон, Оно і Хілтон (редактор)       | Створено для DVD з архівними кадрами Lennon Legend: The Very Best of John Lennon                                     |
| 2003 | «Borrowed Time» (Version 2)                       | Леннон, Оно і Хілтон (редактор)       | Створено для DVD з архівними кадрами Lennon Legend: The Very Best of John Lennon                                     |
| 2003 | «Give Peace a Chance» (Version 2)                 | Леннон, Оно і Хілтон (редактор)       | Створено для DVD з архівними кадрами Lennon Legend: The Very Best of John Lennon                                     |
| 2018 | «How Do You Sleep? (Takes 5&6, Raw Mix Outtake)»  | Леннон, Оно і Хілтон (редактор)       | Створено для просування Imagine: The Ultimate Collection Box Set                                                     |
| 2018 | «Jealous Guy (Raw Outtake)»                       | Леннон, Оно і Хілтон (редактор)       | Створено для просування Imagine: The Ultimate Collection Box Set                                                     |
| 2018 | «How? (Raw Outtake)»                              | Леннон, Оно і Хілтон (редактор)       | Створено для просування Imagine: The Ultimate Collection Box Set                                                     |
| 2018 | «Gimme Some Truth (Raw Outtake)»                  | Леннон, Оно і Хілтон (редактор)       | Створено для просування Imagine: The Ultimate Collection Box Set                                                     |
| 2018 | «Happy Xmas (War Is Over) (New Alt Acoustic Mix)» | Йоко Оно                              | Створено для просування Imagine: The Ultimate Collection Box Set                                                     |
| 2019 | «Oh My Love (Raw Studio Mix)»                     | Йоко Оно                              | Створено для просування Imagine: The Ultimate Collection Box Set                                                     |
| 2019 | «Oh Yoko! (Bahamas 1969)»                         | Нік Ноуленд                           | Знято в готелі Sheraton Oceanus, Фріпорт, Багамські острови, 25 травня 1969 року                                     |
| 2020 | «The Luck of the Irish» (Наживо з Йоко Оно)       | Джон Рейлі                            | Знято в квартирі Джона та Йоко, 105 Бенк-стріт, Нью-Йорк, 12 листопада 1971 року                                     |

## Як сесійний музикант і продюсер
| Рік  | Альбом/сингл                                            | Співпраця                        | Примітки |
| ---- | ------------------------------------------------------- | -------------------------------- | --- |
| 1962 | Бі-сайд: «I've Just Fallen for Someone»                 | Джонні Джентл                    | співавтор без зазначення авторства                                                                                 |
| 1965 | «You've Got to Hide Your Love Away»                     | The Silkie                       | продюсер |
| 1967 | «We Love You»                                           | The Rolling Stones               | бек-вокал, тамбурин, хлопки                                                                                        |
| 1970 | «Down in the Alley»                                     | Ронні Хокінс                     | розмовний вступ |
| 1970 | Yoko Ono/Plastic Ono Band                               | Йоко Оно                         | продюсер, гітара                                                                                                   |
| 1971 | «God Save Oz» / «Do the Oz»                             | Білл Елліот та Elastic Oz Band   | автор обох пісень, вокаліст на «Do the Oz»                                                                         |
| 1971 | Fly                                                     | Йоко Оно                         | продюсер, гітара, піаніно, орган                                                                                   |
| 1972 | The Pope Smokes Dope                                    | Девід Піл та The Lower East Side | продюсер |
| 1972 | Elephant's Memory                                       | Elephant's Memory                | продюсер, гітара, бек-вокал                                                                                        |
| 1973 | Approximately Infinite Universe                         | Йоко Оно                         | продюсер, гітара, бек-вокал                                                                                        |
| 1973 | Ringo                                                   | Рінго Старр                      | автор, піаніно і гармонійний вокал на «I'm the Greatest»                                                           |
| 1973 | Feeling the Space                                       | Йоко Оно                         | пролюсер, гітара на «She Hits Back» і «Woman Power»                                                                |
| 1973 | «Too Many Cooks (Spoil the Soup)»                       | Мік Джаггер                      | продюсер |
| 1974 | Pussy Cats                                              | Гаррі Нілссон                    | продюсер, співавтор «Mucho Mungo/Mt. Elga»                                                                         |
| 1974 | Caribou                                                 | Елтон Джон                       | Тамбурин на «The Bitch Is Back»                                                                                    |
| 1974 | Goodnight Vienna                                        | Рінго Старр                      | автор/вокал/піаніно на «It's All Down to Goodnight Vienna», гітара на «All by Myself» і «Only You (And You Alone)» |
| 1974 | «Lucy in the Sky with Diamonds» / «One Day (At a Time)» | Елтон Джон                       | гітара, бек-вокал                                                                                                  |
| 1974 | John Dawson Winter III                                  | Джонні Вінтер                    | автор «Rock and Roll People»                                                                                       |
| 1975 | Two Sides of the Moon                                   | Кіт Мун                          | автор «Move Over Ms. L»                                                                                            |
| 1975 | Young Americans                                         | Девід Бові                       | вокал, гітара, бек-вокал на «Across the Universe» та співавтор «Fame»                                              |
| 1976 | Ringo's Rotogravure                                     | Рінго Старр                      | автор/піаніно на «Cookin' (In the Kitchen of Love)»                                                                |
| 1980 | John Lennon for President                               | Девід Піл і The Lower East Side  | продюсер |
| 1981 | «Walking on Thin Ice»                                   | Йоко Оно                         | продюсер, гітара                                                                                                   |